# Cuerno de flor

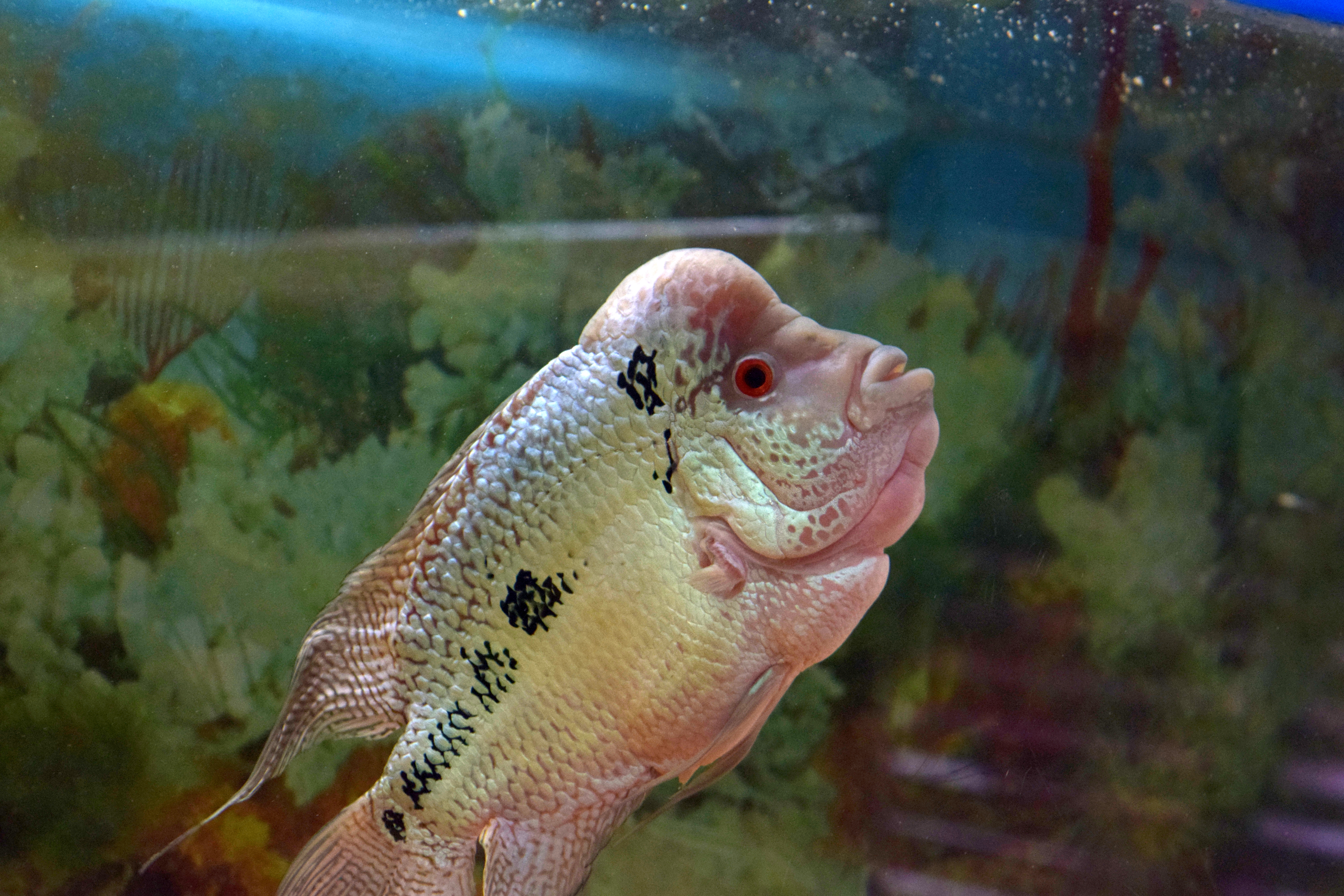
Un pez cuerno de flor.

El pez cuerno de flor es un pez ornamental, creado a partir de la cría selectiva de ciclidos (es un híbrido), por lo que pertenece a la familia Cichlidae.

## Creación
No se sabe con certeza el lugar de creación, pero se especula que fue creado en Malasia, en el año 1993. En el año 1998 se mejoraron sus colores, y se le hizo más robusto.

## Morfología

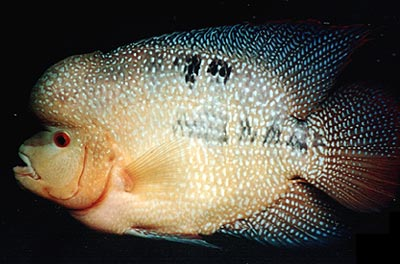

Presenta una forma oval, tiene un cuerpo robusto y ancho. Los machos adultos presentan una giba bastante pronunciada (aunque no siempre) la cual está conformada por grasa, aunque hay individuos que la tienen conformada solo por agua, o agua y grasa.
Puede alcanzar un tamaño mayor a los 30 cm, y su coloración varía.

## Características
El cuerpo del pez tiene que ser de forma ovalada, grande y voluminosa con abdomen redondeado. tienen una joroba que tiende a ser grande según el tamaño del cuerpo del pez . Tienen manchas negras y  gruesas y fáciles de visualizar ya que esta es la característica principal del pez cuerno de flor.

## Invasión
Los peces cuerno de flor se han liberado en áreas naturales, provocando alteraciones en el ecosistema, caso del sistema de lagos de Malili, en Indonesia, donde hubo una rápida expansión del híbrido.